# Khorkhog

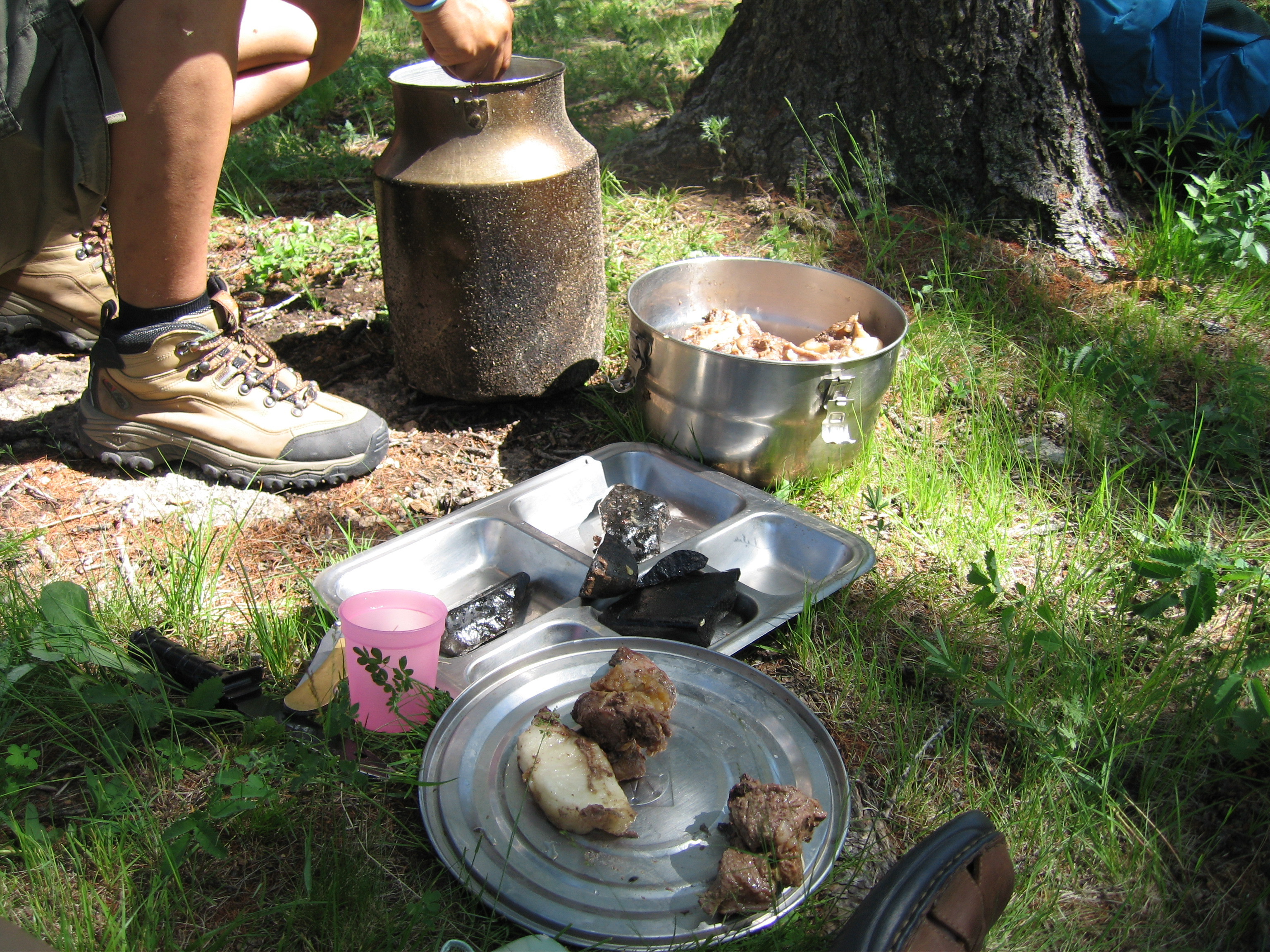
Preparación Khorkhog. Es de notar el cuenco de leche de metal, la piedra oscura y unos pedazos de carne cocida.

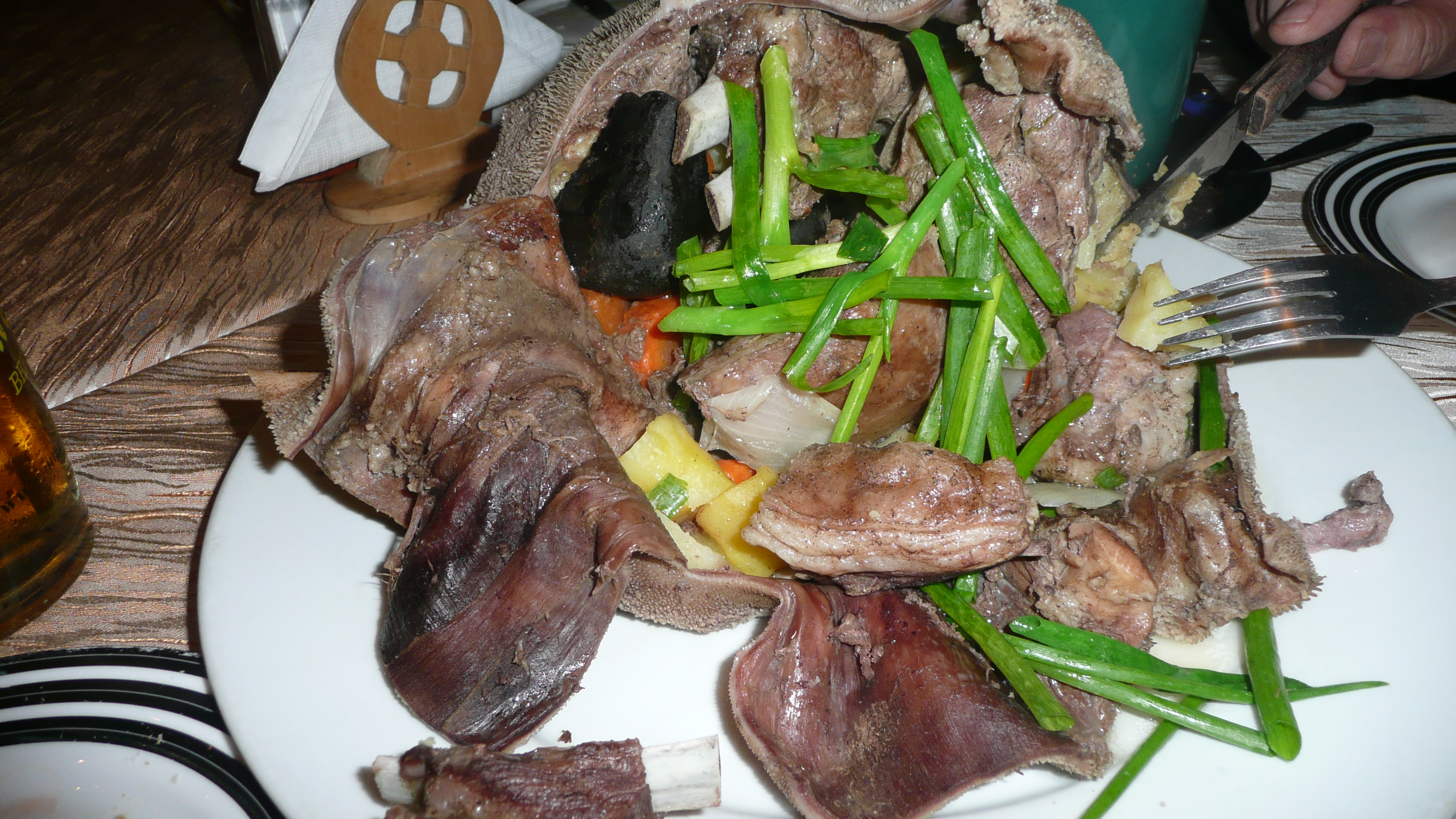
Preparación de Khorkhog. Servido en un restaurante en Ulan Bator.

Khorkhog (mongol: Xopxoг) se trata de una preparación tradicional de la cocina mongola (una especie de barbacoa típica de Mongolia que se sirve de forma similar al kebab), este plato es considerado como festivo y un honor a los invitados.

## Características
Con el objeto de elaborar un khorkhog los mongoles emplean cordero (en algunas ocasiones se emplea carne de cabra como un sustituto) y suele cortarse en tiras de tamaño conveniente dejando aparte los huesos. El cocinero suele poner algunas piedras en el fuego. En el momento en el que las piedras se encuentran suficientemente calientes, la carne se coloca en el recipiente metálico y se pone como en una barbacoa. Suelen usarse tradicionalmente recipientes similares a los empleados para el transporte de la leche. En la preparación los cocineros pueden añadir diversos ingredientes (zanahorias, coles, patatas) con el objeto de elaborar un estofado. Los ingredientes suelen prepararse en diversas capas, dejando las verduras en su parte superior. Suele añadirse agua con el objeto de crear un entorno húmedo en el interior del recipiente.
El calor que desprenden las piedras es suficiente para cocinar la carne dentro del recipiente. A pesar de ello el cocinero puede acercar el recipiente a unas brasas para proporcionar un calor adicional. La lechera debe estar cubierta durante la preparación, es costumbre que el cocinero huela y escuche los sonidos de la cocción durante el cocinado para saber si está preparado. El calor de las piedras puede ser suficiente para preparar el plato en una hora y media aproximadamente. Al considerarse acabado el Khorkhog, la carne de cordero se extiende sobre las piedras. Los comensales suelen comer el khorkhog con sus propios dedos, a pesar de que uno puede emplear un cuchillo para cortar la carne y extraer los huesos.

## Cultura
El Khorkhog es una preparación muy popular en la cultura mongola, a pesar de ello no es habitual encontrarla en los restaurantes. En algunas ocasiones es comparable con el Jingisukan japonés. 